# Wiota, Iowa
Wiota är en ort i Cass County i Iowa. Vid 2010 års folkräkning hade Wiota 116 invånare.